# Antonín Reichenauer
Antonín Reichenauer,también Johann Anton Reichenau (Praga,  1694-Jindřichův Hradec, 17 de marzo de 1730), fue un compositor checo del período Barroco.

## Vida
Poco se conoce de la infancia y juventud de Reichenauer. Se sabe que actuó hasta 1721 como maestro de capilla de la iglesia Santa María Magdalena de los dominicos en Malá Strana. También estuvo relacionado con la capilla del conde Wenzel Morzin, para quien compuso regularmente. Según algunas fuentes trabajó además para el conde Franz Joseph Czernin. Al final de su vida fue organista de la iglesia parroquial de Neuhaus en el sur de Bohemia, donde murió menos de un mes después de asumir el cargo.

## Obra
Se han conservado numerosas obras de Reoichenauer en archivos y bibliotecas de Bohemia, Silesia, Sajonia y Hesse. La presencia de diversas colecciones fuera de Praga habla de cierta popularidad más allá de su tierra natal. En el inventario de la biblioteca del monasterio de Osek se registraron entre los años 1720 y 1733 un total de 40 piezas de música sacra del compositor. 
Reichenau era conocido como un prolífico compositor de música religiosa. Su pensamiento musical fue influenciado fuertemente por la obra de Antonio Vivaldi, a menudo citado en sus obras. Fue el primer compositor bohemio en componer pastorales: su Missa Pastoralis en Re mayor fue escrita alrededor de 1720. De su pluma son también una serie de conciertos para violín, oboe, fagot, violonchelo, oberturas orquestales y sonatas en trío.

## Discografía
- 2008 Rorate Coeli – Música barroca de Adviento y Navidad en Praga con el conjunto «Collegium Marianum»,Supraphon, Serie Music from Eighteenth-Century Prague.
- 2010 Concerti – Composiciones varias, Collegium 1704  dirigido por Václav Luks, Supraphon, Serie Music from Eighteenth-Century Prague.
- 2011 Concerti II – Composiciones varias, Música Florea dirigido por Marek Štryncl, Supraphon, Serie Music from Eighteenth-Century Prague.